# Estação Ferroviária de Quinta Grande
A Estação Ferroviária de Quinta Grande é uma interface ferroviária encerrada da Linha de Vendas Novas, que servia a herdade de Quinta Grande, no concelho de Coruche, em Portugal.

## Descrição

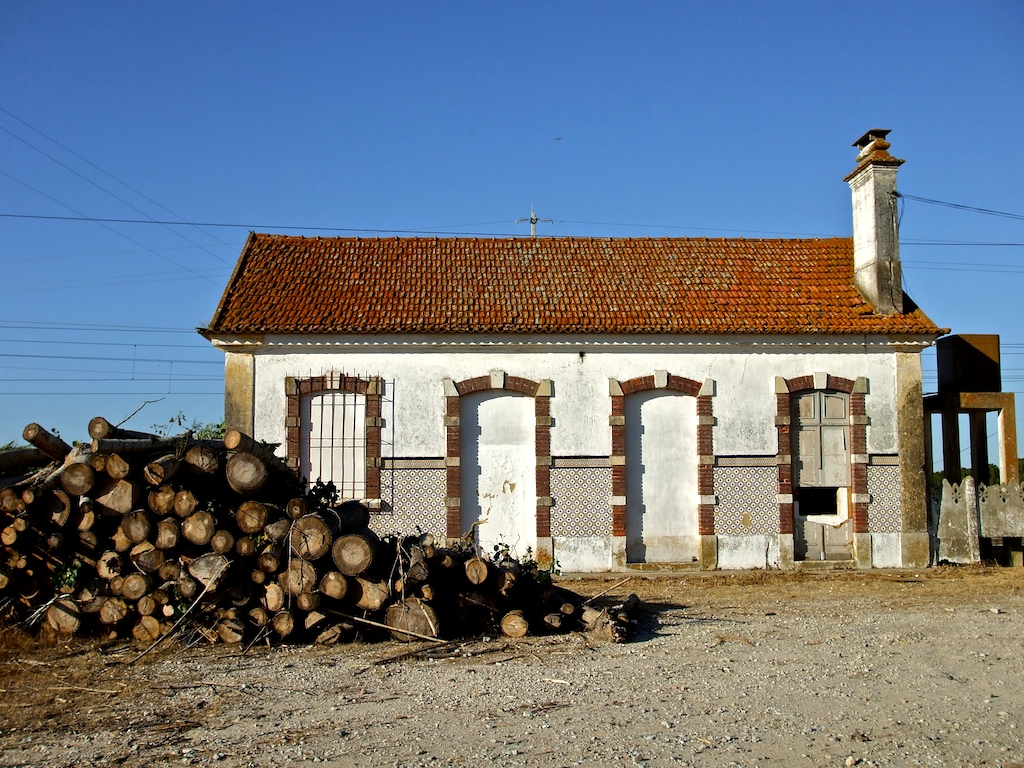
Vista de rua da estação de Quinta Grande, em 2008.

### Infraestrutura
Em Janeiro de 2011, dispunha de duas vias de circulação, ambas com 694 m de comprimento, e duas plataformas, que tinham 58 e 40 m de extensão, e 45 e 50 cm de altura (em 2022 estes valores, extensão das vias de circulação I e II, haviam sido ajustados para 688 m cada).
O edifício de passageiros situa-se do lado sudoeste da via (lado direito do sentido ascendente, para Vendas Novas).
O local desta interface é um ponto de câmbio nas características da via férrea e do seu uso, nomeadamente mudando aqui o regime de exploração entre tipo RCI (que se estende para norte até Setil) e tipo RCAP (que se estende para sul até Salgueirinha). 
Situa-se junto a esta estação a substação de tração de Quinta Grande, contratada à C.P., que assegura aqui a eletrificação de parte da Linha de Vendas Novas, entre a zona neutra de Muge e a de Canha.
Situa-se perto desta estação, centrado ao PK 36+61, o Ramal Quinta Grande - DAI, gerido pela DAI - Sociedade de Desenvolvimento Agro-Industrial; tem tipologia «Linhas de Carga/Desc. DPF» (Ramal Particular) e código 150 (dep. 80374), e insere-se na via ao PK 36+613.

## História
Em Agosto de 1902, a Companhia Real dos Caminhos de Ferro Portugueses já tinha determinado quais as estações e apeadeiros a construir no projecto da Linha de Vendas Novas, tendo-se programado a instalação de um apeadeiro com o nome de Quinta Grande, ao quilómetro 35. A Linha de Vendas Novas foi inaugurada no dia 15 de Janeiro de 1904.
Em 1905, realizou-se um estudo do troço entre Mora e a Linha de Vendas Novas da então planeada Linha do Sorraia, tendo-se verificado a impossibilidade de iniciar a linha em Coruche, pelo que o local de entroncamento passou a ser projectado para a estação de Quinta Grande. No entanto, o empreendimento da Linha do Sorraia foi cancelado por um decreto de 27 de Junho de 1907. Em 1913, a estação de Quinta Grande era servida por carreiras de diligências até Azervadinha, Herdade da Venda, Couço e Santa Justa.
Em 1934, o Ministério das Obras Públicas e Comunicações lançou uma portaria que aprovou o projecto da Companhia dos Caminhos de Ferro Portugueses para a modificação das linhas na estação de Quinta Grande, e autorizou as expropriações de uma faixa de terreno que era necessária para aquela obra. Nesse ano, a Companhia também fez grandes reparações na estação.
Em Setembro de 1971, a Companhia dos Caminhos de Ferro Portugueses anunciou que a partir do dia 1 de Outubro desse ano deixariam de estar guarnecidas várias estações e apeadeiros, incluindo a de Quinta Grande, como parte de um programa de racionalização da exploração ferroviária. Assim, a estação deixaria de vender bilhetes, que passariam a ser adquiridos a bordo dos comboios, e seria suspensa a expedição de bagagens e remessas em detalhe, embora continuasse a expedir vagões completos.

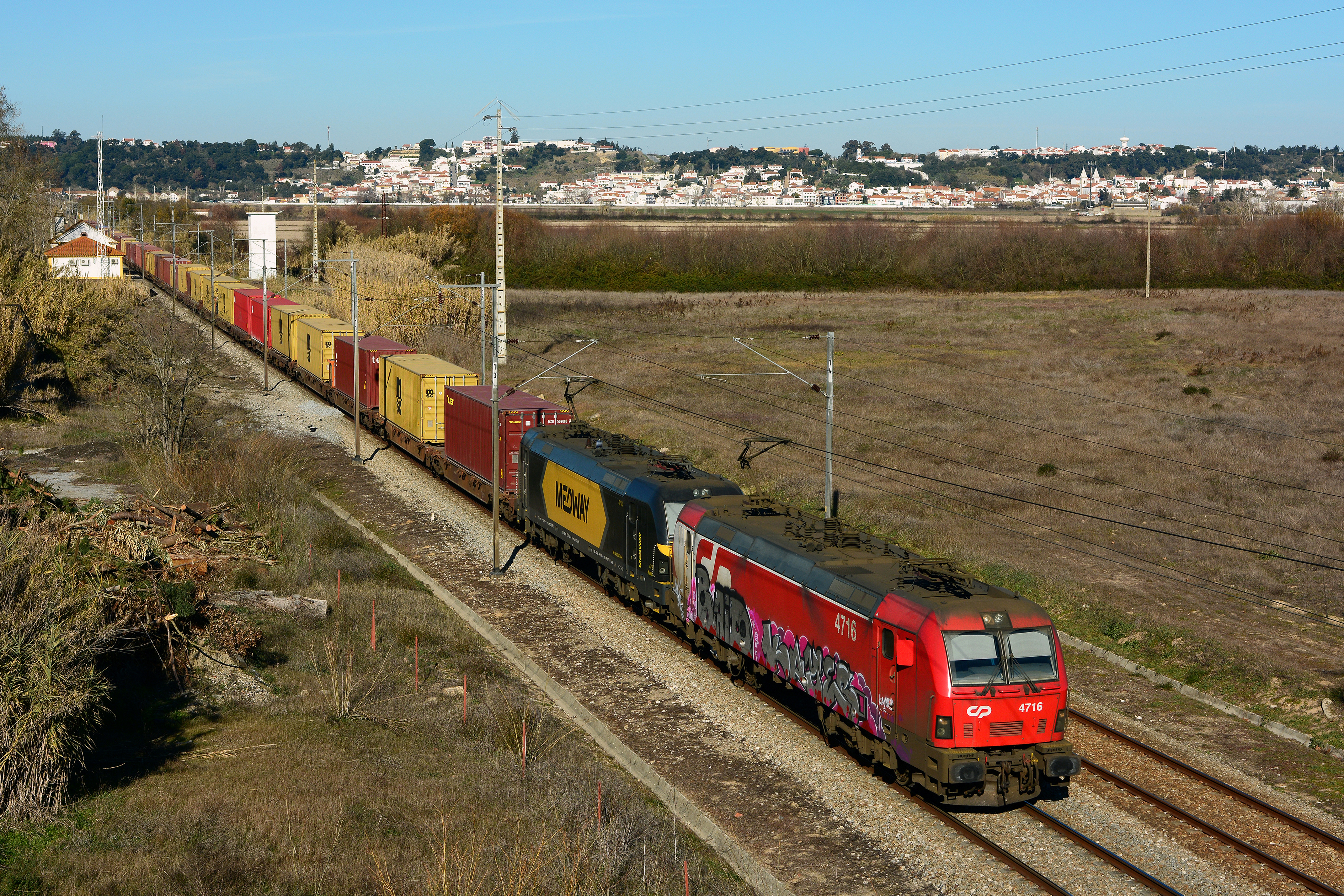
Comboio de mercadorias a circular para sul junto à estação da Quinta Grande em 2019, com Coruche ao fundo.

Na década de 1980, esta interface era utilizada por serviços regionais com 5-6 circulações diárias, surgindo com a categoria de apeadeiro nos horários do início da década mas de novo como estação em documentação oficial de 1985-1988.
Em 2004 era servida por comboios Regionais da operadora CP.

Tal como as restantes interfaces da Linha de Vendas Novas, esta estação deixou de ter serviço de passageiros em 2005 e, após reabertura em 2009, de novo em 2011.